# День пасечника Украины
«День пасечника» (укр. День пасічника) — национальный профессиональный праздник, который отмечается на Украине ежегодно 19 августа. Является на Украине рабочим днём, если не приходится на выходной.
«День пасечника» появился в календаре сравнительно недавно. 15 августа 1997 года в Киеве второй президент Украины Леонид Данилович Кучма подписал Указ № 815/97, в котором, в частности, говорилось: «В поддержку инициативы Министерства агропромышленного комплекса Украины и Союза пасечников Украины постановляю: Установить на Украине профессиональный праздник пчеловодов — День пасечника, который отмечать ежегодно 19 августа».
Как правило, такие праздники проходят оживлённо. Пасечники со всей страны предлагают попробовать и купить свою продукцию — мёд, собранный собственными пчёлами. На протяжении праздничной ярмарки выступают народные фольклорные музыкальные коллективы, а венчает действо награждение обладателей самого вкусного мёда, которого выбирают посетители данного мероприятия.